# 沃龐西 (伊利諾伊州)
沃龐西（英語：Wauponsee）是位於美國伊利諾伊州格蘭迪縣的一個非建制地區。該地的面積和人口皆未知。

## 地理
沃龐西的座標為41°16′28″N 88°29′40″W / 41.27444°N 88.49444°W，而該地的平均海拔高度為189米（即620英尺）。